# آنخل مورنو (بازیکن فوتبال)
آنخل مورنو (انگلیسی: Ángel Moreno؛ زادهٔ ۲ دسامبر ۱۹۹۷) بازیکن فوتبال اهل اسپانیا است.
از باشگاه‌هایی که در آن بازی کرده‌است می‌توان به باشگاه فوتبال آلباسته بالومپیه اشاره کرد.